# Берковичи (община)
Община Берковичи (на сръбски: Општина Берковићи) е разположена в Република Сръбска, част от Босна и Херцеговина. Неин административен център е село Берковичи. Общата площ на общината е 241.27 км2. Населението ѝ през 2004 година е 2799 души.